# Rauer
Rauer je bio princ drevnog Egipta, a živio je tijekom 4. dinastije. Bio je sin princa Kaemsekema, unuk krunskog princa Kauaba i kraljice Heteferes II., brat princa Minkafa te nećak kraljice Meresank III. Faraon Kafra bio mu je tetak. Spomenut je u Gizi. 